# Onitis senegalensis
Onitis senegalensis là một loài bọ cánh cứng trong họ Bọ hung (Scarabaeidae).